# 印度新空间有限公司
印度新空间有限公司（英語：NewSpace India Limited，缩写为NSIL）是印度航天部旗下的公營事業企业，负责运载火箭的生产、组装和集成。该公司成立于2019年3月6日，主要目标是扩大私营部门对印度航天事业的参与。

## 任务
2022年，该公司与一网公司订立合同，为其卫星互联网项目发射36颗卫星到近地轨道。2023年3月26日，再次为一网公司成功发射另一组36颗卫星。